# 70 aniversario de la República Popular China
El 70.º aniversario de la fundación de la República Popular China (中华人民共和国成立70周年) fue la celebración del Día Nacional de la República Popular China que tuvo lugar el 1 de octubre de 2019.
El aniversario contó con una serie de eventos que incluyeron un desfile militar en Pekín. El secretario general del Comité Central del Partido Comunista de China y presidente de la República Popular China Xi Jinping declaró el día como feriado para la nación y para los chinos radicados fuera del país e inspeccionó las formaciones a lo largo de Avenida Chang'an. Li Keqiang fue el maestro de ceremonias y el general Yi Xiaoguang fue el comandante de jefe del desfile. Fue el desfile militar y espectáculo histórico más grande en la historia china.